# InterCity (Belgia)

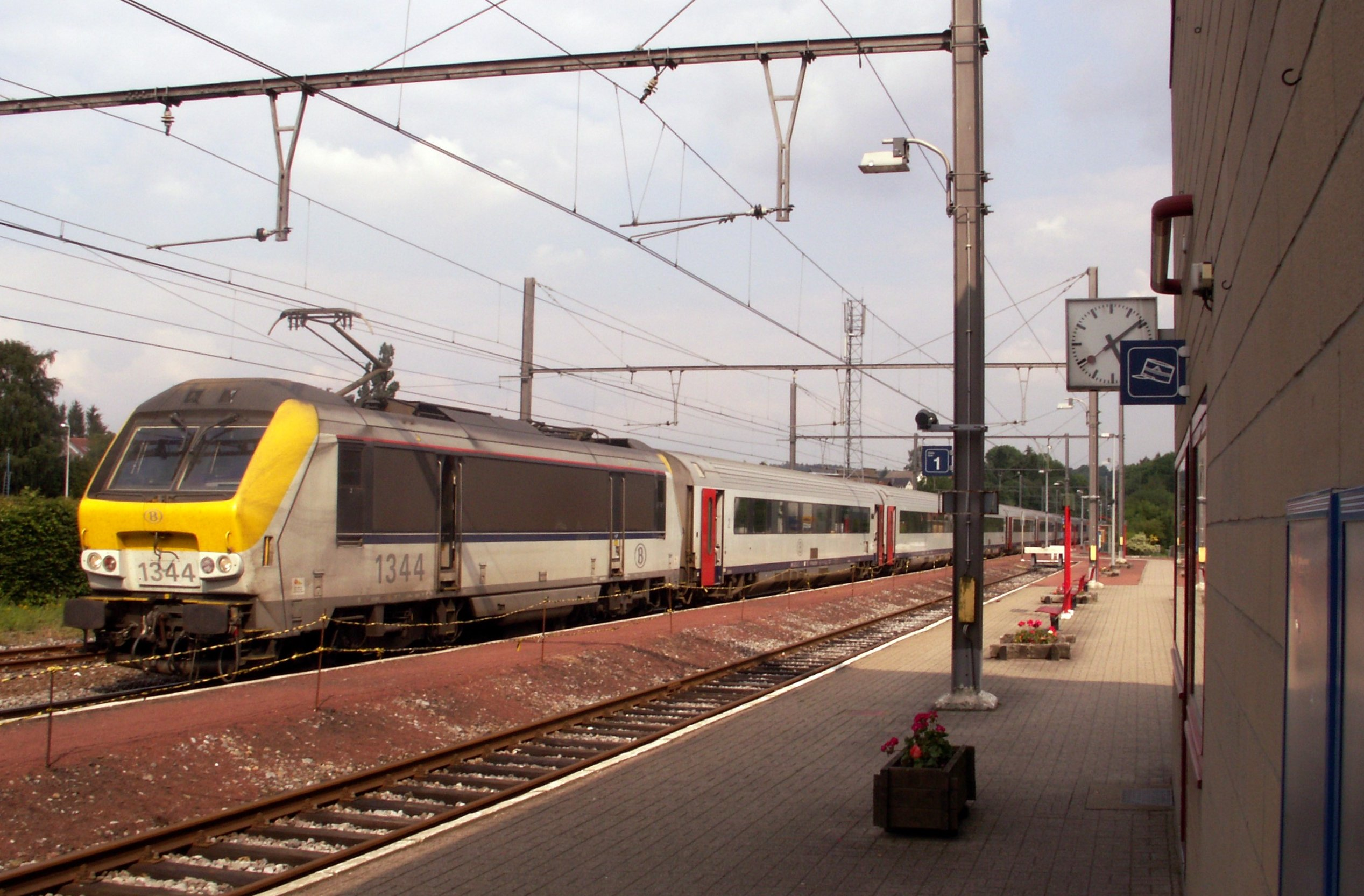
IC A (astăzi IC 01) în Eupen, 2007

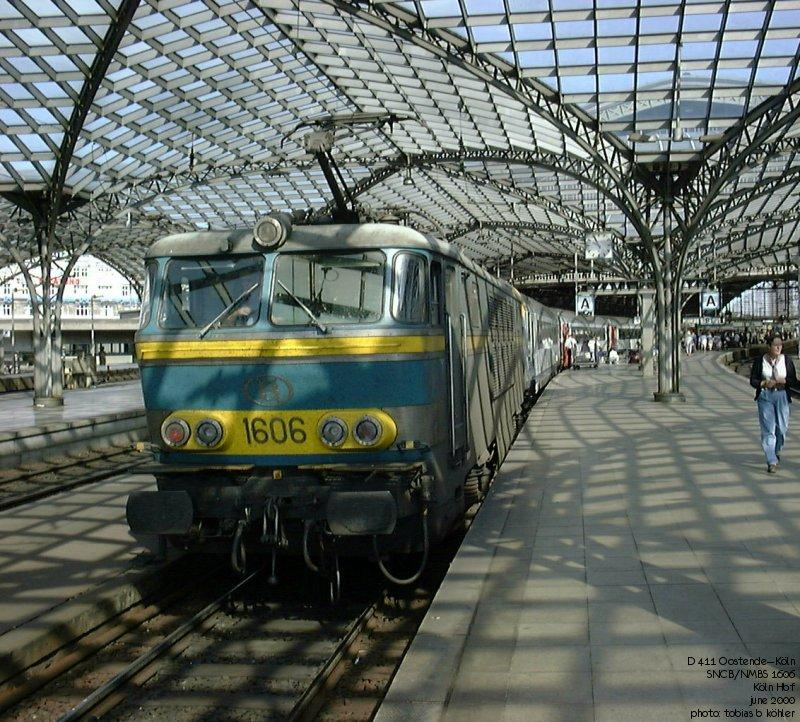
Intercity Oostende–Köln în Gara Centrală din Köln, iunie 2000

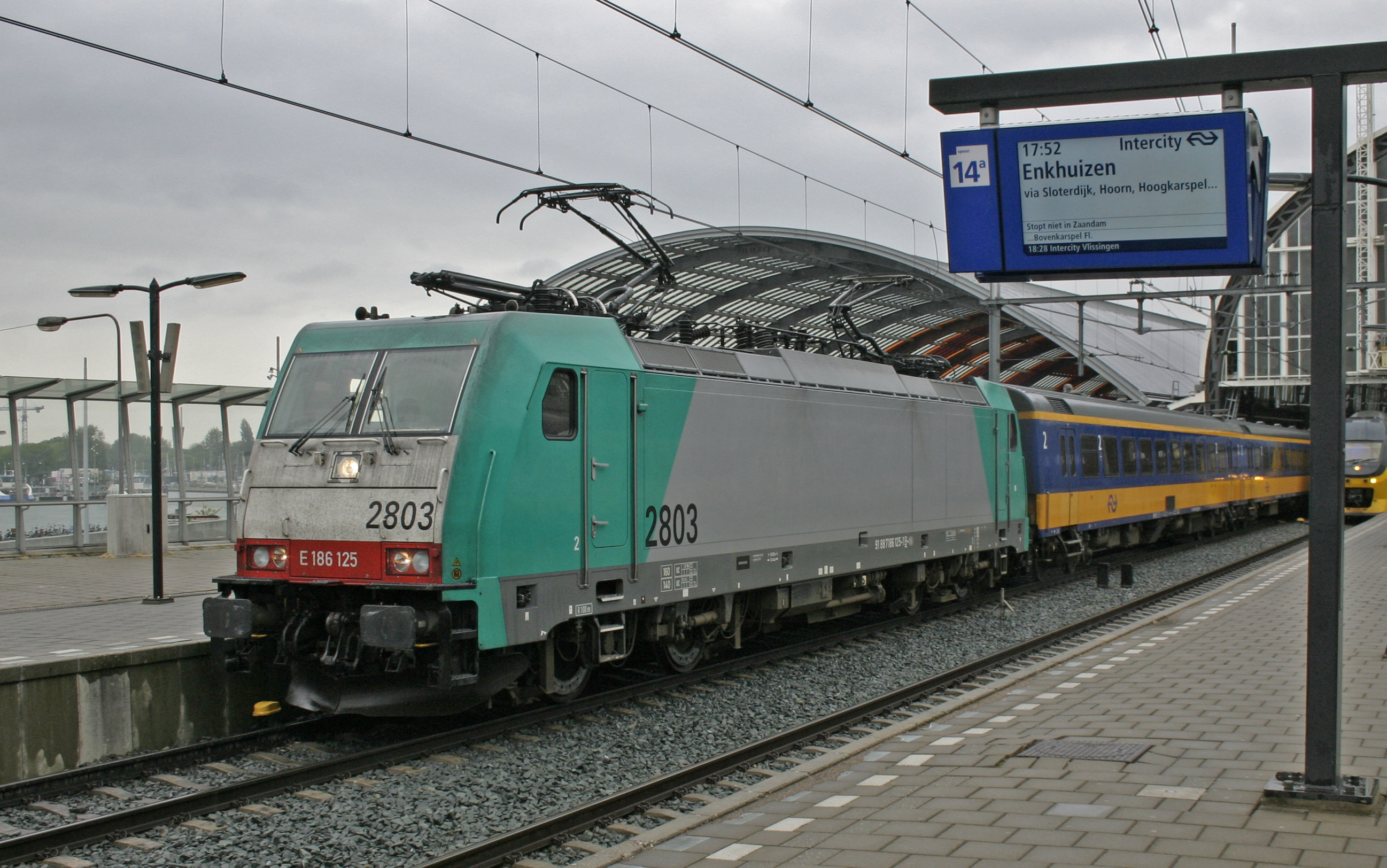
IC Amsterdam – Bruxelles-Midi în Amsterdam-Centraal, 2015

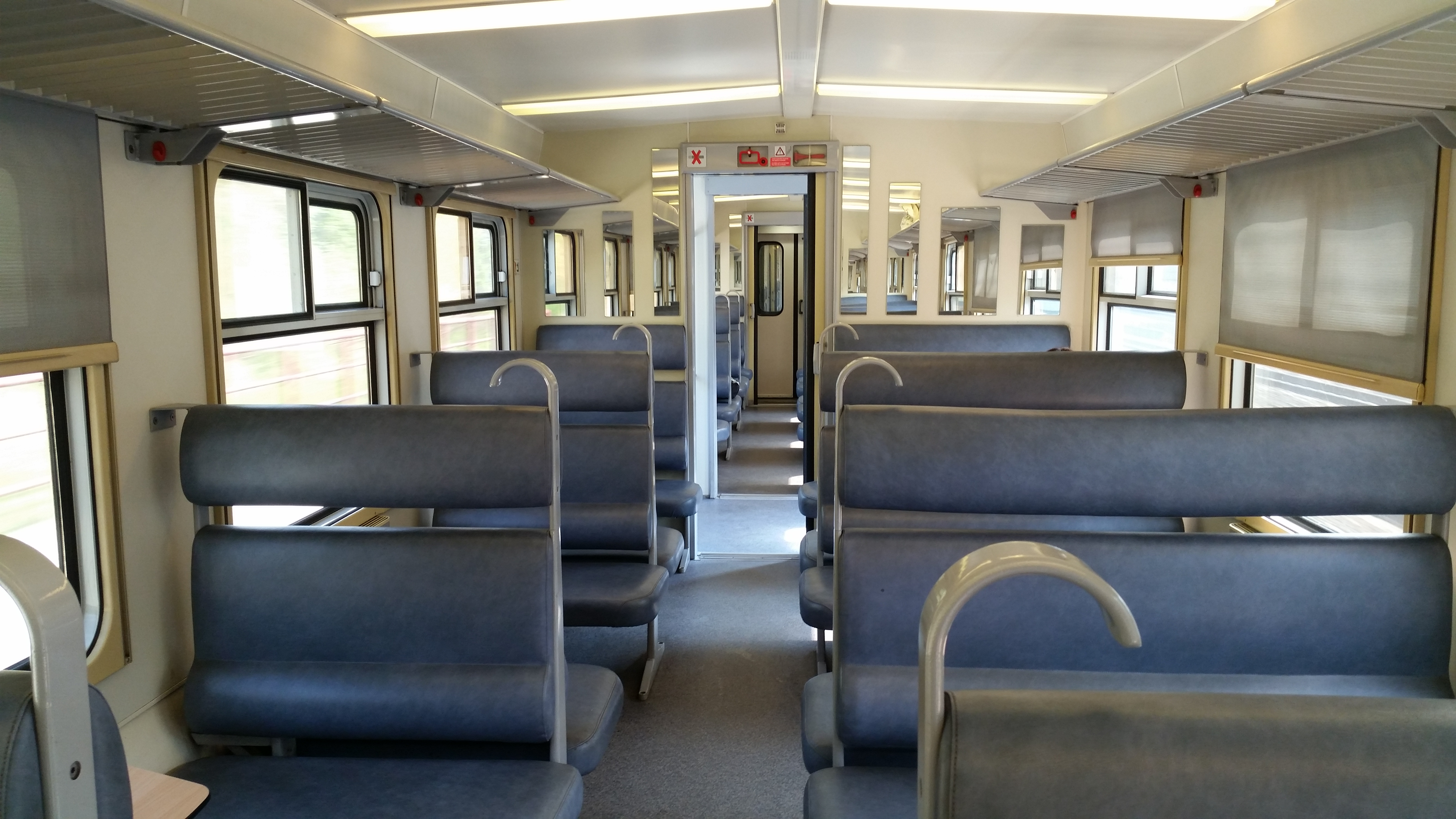
Interiorul trenului IC1912 Bruxelles-Sud – Brussels Airport-Zaventem, aprilie 2017.

InterCity (forma scurtă: IC) este un tren de călători din Belgia care corespunde standardului european de tren de medie și lungă distanță Intercity.
În Belgia, NMBS/SNCB operează o rețea densă de trenuri intercity, majoritatea cu frecvență orară. InterCity a fost introdus în regat în 1984. În plus față de traseele belgiene, există trenuri IC care fac legătura între Belgia și localități din Franța, Luxemburg și Țările de Jos. Până în anul 2002 a existat o legătură IC de la Oostende spre Köln, via Aachen, dar ea a fost înlocuită de trenurile de lungă distanță Thalys și ICE International.
Începând din 14 decembrie 2014, trenurile InterRegio au fost desființate, iar liniile inter-regionale au fost împărțite între serviciile feroviare L și IC, astfel că numărul liniilor IC a crescut de la 18 la 36. Cu această ocazie, fosta numerotare pe bază de litere a trenurilor IC a fost înlocuită cu una pe bază de cifre. Spre exemplu, linia IC A a devenit linia IC 01.
Calitatea, viteza medie și distanțele între stațiile trenurilor IC belgiene corespund cu cele ale trenurilor IC olandeze. Spre deosebire de alte țări europene (precum Germania sau România), în Belgia nu se plătește un supliment de viteză pentru folosirea trenurilor InterCity. O călătorie cu trenul pe aceeași rută costă la fel dacă este efectuată cu un tren IC sau cu un tren regional.

## Liniile InterCity actuale
Situația de mai jos este valabilă cu începere din 2015:
| Linie    | Traseu                                                                                        |
| -------- | --------------------------------------------------------------------------------------------- |
| IC 01    | Eupen – Liège – Leuven – Bruxelles – Oostende                                                 |
| IC 02    | Oostende – Brugge – Gent – Sint-Niklaas – Antwerpen                                           |
| IC 03    | Genk – Landen – Leuven – Bruxelles – Gent – Knokke / Blankenberge                             |
| IC 04    | Antwerpen – Gent – Kortrijk – Lille                                                           |
| IC 05    | Charleroi – Nivelles – Bruxelles – Mechelen – Antwerpen                                       |
| IC 06    | Tournai – Ath – Enghien/Edingen – Bruxelles – Brussels Airport                                |
| IC 06A   | Brussels Airport – Bruxelles – Braine-le-Comte – Mons                                         |
| IC 07    | Charleroi – Nivelles – Bruxelles – Mechelen – Antwerpen                                       |
| IC 08    | Antwerpen – Mechelen – Brussels Airport – Leuven – Hasselt                                    |
| IC 09    | Antwerpen – Lier – Heist-op-den-Berg – Aarschot – Leuven                                      |
| IC 10    | Antwerpen – Lier – Herentals – Mol – Hasselt                                                  |
| IC 11    | Binche – La Louvière – Braine-le-Comte – Bruxelles – Mechelen – Turnhout                      |
| IC 12    | Kortrijk – Gent – Bruxelles – Leuven – Liège – Welkenraedt                                    |
| IC 13    | Hasselt – Tongeren - Liège - Visé - Maastricht                                                |
| IC 14    | Quièvrain – Mons – Braine-le-Comte – Bruxelles – Leuven – Liège                               |
| IC 15    | Antwerpen – Noorderkempen                                                                     |
| IC 16-34 | Bruxelles – Namur – Arlon – Luxemburg                                                         |
| IC 17    | Schaerbeek/Schaarbeek – Bruxelles-Luxemburg – Ottignies – Namur – Dinant                      |
| IC 18    | Bruxelles – Bruxelles-Luxemburg Bf. – Ottignies – Namur – Huy – Liège – Liège-Palais          |
| IC 19    | Lille – Tournai – Mons – Charleroi – Namur                                                    |
| IC 20    | Gent – Aalst – Bruxelles – Aarschot – Hasselt – Tongeren                                      |
| IC 21    | Gent – Dendermonde – Mechelen – Leuven                                                        |
| IC 22    | Bruxelles – Mechelen – Antwerpen – Essen                                                      |
| IC 23    | Oostende – Brugge – Kortrijk – Zottegem – Bruxelles – Brussels Airport                        |
| IC 23A   | Brussels Airport – Bruxelles – Gent – Brugge                                                  |
| IC 24    | Charleroi – Walcourt – Couvin                                                                 |
| IC 25    | Mons – La Louvière – Charleroi – Namur – Liège – Liège-Palais                                 |
| IC 26    | Kortrijk – Tournai – Ath – Enghein/Edingen – Bruxelles – Dendermonde – Lokeren – Sint-Niklaas |
| IC 27    | Charleroi – Namur – Bruxelles-Luxemburg Bf.                                                   |
| IC 28    | Antwerpen – Sint-Niklaas – Lokeren – Gent                                                     |
| IC 29    | De Panne – Gent – Aalst – Bruxelles – Brussels Airport – Leuven – Landen                      |
| IC 30    | Turnhout – Herentals – Lier – Antwerpen                                                       |
| IC 31    | Bruxelles – Mechelen – Antwerpen                                                              |
| IC 32    | Brugge – Lichtervelde – Kortrijk                                                              |
| IC 33    | Liège – Gouvy – Luxemburg                                                                     |
| IC 35    | Bruxelles – Brussels Airport – Antwerpen – Den Haag – Amsterdam                               |